# Daddy's Home (chanson)
Pour les articles homonymes, voir Daddy's Home.
Singles de Shep and the Limelites (en)
I'm So Lonely
(1961) Ready for Your Love
(1961)
Daddy's Home est une chanson du groupe de doo-wop américain Shep and the Limelites (en). La chanson est écrite par les trois membres du groupe, James "Shep" Sheppard, Clarence Bassett et Charles Baskerville. Elle est enregistrée le 1er février 1961 et sortie chez Hull Records en mars 1961. C'est une chanson-réponse à A Thousand Miles Away enregistrée par le groupe The Heartbeats en 1956.
La chanson atteint la deuxième place du Billboard Hot 100 en mai 1961, la première place étant occupée par la chanson Travelin' Man de Ricky Nelson. Les chansons suivantes de Shep and the Limelites ne connaissent pas le même succès que Daddy's Home, mais se vendent tout de même bien,.
Par la suite, plusieurs reprises de la chanson ont été enregistrées, notamment par Jermaine Jackson et Cliff Richard.

## Classements
| Classement (1961)             | Meilleure position |
| ----------------------------- | ------------------ |
| Canada (CHUM Hit Parade)      | 11                 |
| États-Unis (Hot 100)          | 2                  |
| États-Unis (Cash Box Top 100) | 3                  |

| Classement (1961)             | Position |
| ----------------------------- | -------- |
| États-Unis (Hot 100)          | 41       |
| États-Unis (Cash Box Top 100) | 27       |

## Version de Jermaine Jackson
Singles de Jermaine Jackson
That's How Love Goes
(1972) You're in Good Hands
(1973)
Jermaine Jackson enregistre une reprise de Daddy's Home sur son premier album solo de 1972, Jermaine. Elle est sortie 15 novembre 1972 en tant que deuxième single de l'album. Sa version présente le reste des Jackson Five comme choristes.
Le single s'est classé à la 9e place du Billboard Hot 100 aux États-Unis et à la 3e place du RPM Top Singles au Canada en mars 1973. Il atteint également le top 10 aux Pays-Bas, en Afrique du Sud et en Rhodésie,,.
Dans un article du Record World, un critique déclare à propos de cette version : « Magnifiquement produite, cette ballade funky devrait être un succès naturel ».

### Classements
| Classement (1972–73)                   | Meilleure position |
| -------------------------------------- | ------------------ |
| Afrique du Sud (Springbok Top 20)      | 9                  |
| Australie (Kent Music Report)          | 27                 |
| Canada (RPM Top Singles)               | 3                  |
| États-Unis (Hot 100)                   | 9                  |
| États-Unis (Best Selling Soul Singles) | 3                  |
| États-Unis (Cash Box Top 100)          | 7                  |
| Pays-Bas (Nederlandse Top 40)          | 8                  |
| Pays-Bas (Nationale Hitparade)         | 10                 |
| Rhodésie (Hits of the Week)            | 6                  |

| Classement (1973)                      | Position |
| -------------------------------------- | -------- |
| Canada (RPM)                           | 38       |
| États-Unis (Hot 100)                   | 44       |
| États-Unis (Best Selling Soul Singles) | 39       |
| États-Unis (Cash Box Top 100)          | 45       |
| Pays-Bas (Nederlandse Top 40)          | 68       |
| Pays-Bas (Nationale Hitparade)         | 76       |

## Version de Cliff Richard
Singles de Cliff Richard
Wired for Sound
(1981) The Only Way Out
(1982)
Clip vidéo
[vidéo] « Daddy's Home », sur YouTube
Le chanteur britannique Cliff Richard enregistre une reprise de Daddy's Home pour son album Wired for Sound (en). Cette version est sortie le 6 novembre 1981 comme deuxième extrait de l'album. Sur la face B figure une reprise de la chanson Shakin' All Over.
La reprise de Cliff Richard rencontre un succès international, atteignant la deuxième place au UK Singles Chart au Royaume-Uni et la 23e place du Billboard Hot 100 aux États-Unis en mars 1982 - près de vingt ans après la sortie de l'original du groupe Shep and the Limelites. En Grande-Bretagne, elle est également certifiée disque d'or par la BPI pour des ventes supérieures à 500 000 exemplaires.

### Classements et certifications
| Classement (1981–82)                   | Meilleure position |
| -------------------------------------- | ------------------ |
| Allemagne de l'Ouest (Media Control)   | 73                 |
| Australie (Kent Music Report)          | 8                  |
| Belgique (Flandre Ultratop 50 Singles) | 8                  |
| Canada (RPM 50 Singles)                | 41                 |
| Finlande (Suomen virallinen lista)     | 20                 |
| États-Unis (Hot 100)                   | 23                 |
| États-Unis (Adult Contemporary)        | 3                  |
| États-Unis (Cash Box Top 100)          | 22                 |
| Irlande (IRMA)                         | 3                  |
| Nouvelle-Zélande (RMNZ)                | 4                  |
| Pays-Bas (Nederlandse Top 40)          | 14                 |
| Pays-Bas (Nationale Hitparade)         | 14                 |
| Royaume-Uni (UK Singles Chart)         | 2                  |

| Classement (1981) | Position |
| ----------------- | -------- |
| Royaume-Uni (OCC) | 27       |

| Classement (1982)               | Position |
| ------------------------------- | -------- |
| Australie (Kent Music Report)   | 76       |
| Belgique (Flandre Ultratop)     | 94       |
| États-Unis (Adult Contemporary) | 50       |

| Région                                | Certification | Ventes/Streams |
| ------------------------------------- | ------------- | -------------- |
| Royaume-Uni (BPI)                     | Or            | 500 000^       |
| ^Mise en rayon selon la certification |               |                |

## Autres reprises
La chanson a également été reprise par de nombreux autres artistes, dont The Fleetwoods (1961), Gene Chandler (1962), Dee Dee Sharp (1963), Paul Anka (1969), P. J. Proby (1970), Frank Zappa (1971), Toots and the Maytals (Funky Kingston, 1973) et The Carpenters (Live in Japan, 1974).